# Гръм в рая
„Гръм в рая“ (на английски: Thunder in Paradise) е екшън сериал, направен от създателите на „Спасители на плажа“, в който участват Хълк Хоуган, Крис Лемън и Керъл Алт.
Премиерата на първия епизод е през септември 1993 г., след това следва един филмов сезон през 1994 г. Всяка серия е с продължителност един час.

## Сюжет
Внимание:  Текстът по-долу разкрива сюжета на произведението (или части от него)!
В „Гръм в рая“ се разказва историята на двама бивши „морски тюлени“ (Ар Джей Спенсър и Мартин „Бру“ Бейкър), които работят като наемници, за да изкарат прехраната си и да плащат квартирата си, намираща се в залив във Флорида. Със своята свръх-лодка, наречена „Гръм“, двамата пътуват по света, за да изпълнят мисиите си – да гонят престъпниците. Тяхното жилище се намира до един от най-красивите хотели на земята „Рай“, където работят много от приятелите им. Освен с опасни приключения, те трябва и да се справят със задачата да отгледат малката дъщеря на Ар Джей Спенсър – Джесика, която живее с тях.
Бившият модел Кели ЛеРу, която притежава ресторант на брега на плажа, гледа Джесика, когато Спенсър и Бру са на мисия. Едуард Уитакър, собственик на плажа и чичо на малката Джесика участва в някои от епизодите, предимно със забавни случки.

## Роли
- Тери „Хълк“ Хоуган – в ролята на Ар Джей Спенсър
- Крис Лемън – в ролята на Мартин „Бру“ Бейкър
- Керъл Алт – в ролята на Кели Леру
- Ашли Горел – в ролята на Джесика (от 3-ти до 22-ри епизод)
- Патрик Макний – в ролята на Едуард Уитакър

Второстепенни роли:
- Кики Шепард – в ролята на D. J. Моран
- Хайди Марк – в ролята на Алисън Уилсън

## Епизоди
1. Пилотен епизод първа част – 25 март 1994 г.
2. Пилотен епизод втора част – 25 март 1994 г.
3. „Игра на въже“ – 1 април 1994 г.
4. Морски затвор Sea Quentin – 8 април 1994 г.
5. „Странният Бру“ – 15 април 1994 г.
6. „Предопределено от съдбата“ първа част – 22 април 1994 г.
7. „Предопределено от съдбата“ втора част – 29 април 1994 г.
8. „Смяна на караула“ – 6 май 1994 г.
9. „Сменяне на адреса“ – 13 май 1994 г.
10. „Далечен шум от Гръм“ – 20 май 1994 г.
11. „Природата на звяра“ – 27 май 1994 г.
12. „Открадната самоличност“ – 8 юли 1994 г.
13. „Кралица на сърцата“ – 15 юли 1994 г.
14. „Кражба в Рая“ – 22 юли 1994 г.
15. „Око за око“ – 26 август 1994 г.
16. „Опасни видове“ – 9 септември 1994 г.
17. „Смъртоносни уроци“ първа част – 16 септември 1994 г.
18. „Смъртоносни уроци“ втора част – 23 септември 1994 г.
19. „Изстрелване“ – 6 ноември 1994 г.
20. „Смъртоносни сметки“ – 13 ноември 1994 г.
21. „Майорът и войникът“ първа част – 20 ноември 1994 г.
22. „Майорът и войникът“ втора част – 27 ноември 1994 г.

- Пилотният епизод излиза за първи път на видео касета на 27 септември 1993 г. Той не е излъчван по телевизията, докато не започва първият сезон, заснет през 1994 г.

- Епизода „Предопределено от съдбата“, състоящи се от 2 части са сляти и пуснати като 90 минутна видео касета – Thunder in Paradise II.

- Епизода „Смъртоностни уроци“, състоящи се от 2 части са сляти и пуснати като 90 минутна видео касета – Thunder in Paradise 3.

- Епизода „Майорът и войникът“, състоящи се от 2 части са използвани като основа за интерактивната игра Thunder in Paradise CD-I – това е единственият случай в ТВ историята, когато актуален излъчен епизод е използван и структуриран за основа на видео игра.

## DVD
На 26 септември 2006 г. Lions Gate пуска за продажба DVD колекцията, която включва всички епизоди, заснети на 2 части – Thunder in Paradise (Thunder In Paradise части 1 и 2), Thunder in Paradise II ("Предопределено от съдбата части 1 и 2), Thunder in Paradise 3 („Смъртоносни уроци“ части 1 и 2).

## Място на снимане
Пилотният епизод на сериала „Гръм в рая“ е заснет в хотел „Дон Цезар“ в Сейнт Питърсбърг, Флорида през април 1993 г. След като продуцентите решават да правят цял сезон, студиата на Дисни купуват правата над филма, и епизодите се снимат на специалните обекти построени от компанията (хотел Диснис Гранд Флоридиан Ризорт енд Спа, „Световният Курорт на Дисни“ и др.)